# Georges Méliès
Georges Méliès (Maries-Georges-Jean Méliès) (Párizs, 1861. december 8. – Párizs, 1938. január 21.) francia bűvész, filmrendező, színész, producer, forgatókönyvíró, operatőr.

## Élete
Több mint 500 filmet rendezett. Ő építette az első filmstúdiót Európában és Georges volt az első a világon, aki storyboardot használt filmjeihez.
Méliès varázslatos trükktechnikát alkalmazott utópisztikus filmjeiben, többek között a bűvészek színpadi trükkjeit, valamint a filmesek stop-motion-eljárását és a kasírozást. Méliès filmjeiben még vadul gesztikuláló színészi játékok elevenednek meg, mégis ő volt az egyik első kitalált cselekményt forgató rendező. Életműve számos későbbi rendezőre hatással volt. Az 1920-as évek közepére teljesen tönkrement. 1928-ban a párizsi Montparnasse pályaudvar egyik játékárusában felismerték az elszegényedett rendezőt, és egy öregek otthonában helyezték el.
Brian Selznick Méliès életét különös történetbe ágyazva meséli el könyvében, amelyből 2011-ben film is készült A leleményes Hugo címmel. Négy Oscar-díjat nyert.

### Gyermek- és felnőttkor
Már tízévesen kartonból bábszínházat épített és tinédzserkorában kifinomult marionetteket fabrikált. Az iskolában is nehezen bírta visszatartani kreativitását: tanárai gyakran megbüntették, mivel a jegyzetfüzeteit és tankönyveit rajzokkal, diáktársainak, tanárainak portréival, karikatúráival, vagy valami képzeletbeli táj vagy palota rajzaival díszítette. 1880-ban végzett a neves Louis-le-Grand gimnáziumban. Ezután csatlakozott a családi vállalkozáshoz, s szülei csizmagyárában megtanult varrni. A hároméves kötelező katonai szolgálat letöltése után apja Londonba küldte dolgozni egy barátjához. Itt kezdett el járni John Nevil Maskelyne híres bűvész „Egyiptomi mulatójába”, és így lett egész életére a színpadi bűvészet rajongója. Méliès 1885-ben tért vissza Párizsba egy új vággyal: a Szépművészeti Főiskolán akart festészetet tanulni. Édesapja azonban nem volt hajlandó ezt anyagilag támogatni, így Georges meg kellett elégedjen egy állással a családi csizmagyárban. Ebben az évben kikerülve a család kívánságát, hogy feleségül vegye a bátyja sógornőjét, helyette Eugénie Genin-t veszi el, a család egyik barátjának a lányát, aki tekintélyes hozományhoz juttatja. Két gyermekük születik, Georgette 1888-ban és André 1901-ben. Genin 1913-ban meghalt, Georges 1925-ben vette el Jeanne d'Alcy színésznőt.
Közben továbbra is hódolt szenvedélyének, és a Robert-Houdin színházba járt, amit a világhírű Jean Eugène Robert-Houdin illuzionista alapított. Emile Voisin-tól bűvészkedést tanul, aki lehetővé teszi az első nyilvános szereplését a Grévin Wax Museum „Fantasztikus kamrájában”, majd a Galérie Vivienne-ben.
Nemsokára végleg otthagyta a csizmagyárat, és bűvészkedni kezdett, majd saját színházat vásárolt. Felesége volt az asszisztense. Egy párizsi vurstliban látta először A vonat érkezése című filmet, és mivel a Lumiére testvérek nem voltak hajlandóak eladni neki egy kinematográfot, ő maga épített egyet. 1896-tól saját filmjeit mutatta be a színházban, majd 1897-ben eladta. A pénzből üvegházat építtetett, és ez lett a műterme.
1903-ban megnyílt new york-i irodája, filmjei egyre sikeresebbek lettek. Magyarországon is levetítették összes filmjét.

### Időskor
Az első világháború alatt szinte teljesen tönkrement. Utolsó kasszasikere Az Északi-Sark meghódítása volt 1912-ben. A háború végére a műterem összeomlott, és ő is teljesen összetört. Filmjei nagy részét ekkor eladta egy vállalatnak, ami beolvasztotta, és újrahasznosította őket, így alig 100 film maradt az utókorra.
A filmek eladásából szerzett kis pénzből a párizsi Montparnasse pályaudvaron vett egy kis játékboltot, és ott találtak rá az újságírók 1928-ban. Egy idősek otthonába került, és itt halt meg 1938-ban.

## Legfontosabb filmjei
- 1896 A kísértetkastély
- 1899 A Dreyfus-ügy

Az elítélt kapitány, Alfred Dreyfus mellett foglal állást. A film a vidéki vásárokon kasszasiker lett és külföldön is terjesztették. Méliès stúdióban beállított jeleneteiben tizenegy részen keresztül kíséri nyomon az ügy menetét. Méliès volt a film rendezője, forgatókönyvírója és operatőre egyaránt.
- 1901 A gumifejű ember
- 1902 Utazás a Holdba

Leghíresebb filmjével megteremtette a sci-fi filmes műfaját, s az egész világon sikert aratott. A film irodalmi alapanyaga Jules Verne egyik regénye. Valósággal forradalmasította  a filmgyártást a maga 14 percével, hiszen akkoriban egy átlagos film nem tartott tovább 2 percnél. Méliès a film rendezője, producere, díszlet- és jelmeztervezője, és szerepel is a filmben.
- 1903 A zene
- 1904 Utazás a lehetetlenségbe

Egy tudóscsoportból indulnak néhányan egy repülő vonattal a lehetetlenbe, de útközben elnyeli őket a nap. Később sikeresen kijutnak.
- 1904 A sellő
- 1906 Az ördög négyszáz csínytevése

Ebben a filmben egy vulkán belsejébe utaznak egy lórobotok húzta kocsin.
- 1912 Az Északi-Sark meghódítása

Sarkkutatók egy futurisztikus helikopter-repülővel a Északi-Sarkra utaznak. Ott találkoznak egy hószörnnyel. Végül egy léghajó menti ki őket.

## Válogatott filmjei
- The Bewitched Inn (1896)

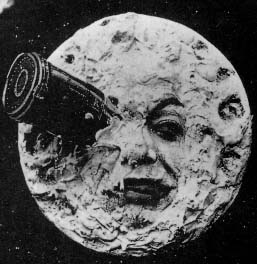
Utazás a Holdba (Le Voyage dans la Lune) (1902)

- The Vanishing Lady / Escamotage d'une dame chez Robert-Houdin (1896)
- The Four Troublesome Heads /Un homme de têtes (1898)
- An Up-to-Date Conjuror / Illusioniste fin de siècle (1899)
- Cinderella / Cendrillon (1899)
- The Dreyfus Affair / L'affaire Dreyfus (1899)
- Fat and Lean Wrestling Match / Nouvelles luttes extravagantes (1900)
- One Man Band / L'homme-orchestre (1900)
- The Doctor's Secret (1900)
- The Man With The Rubber Head / L'homme à la tête de caoutchouc (1901)
- Bluebeard / Barbe bleu (1901)
- Extraordinary illusions (1903)
- The Enchanted Well (1903)
- The Apparation (1903)
- The Music Lover / Le mélomane (1903)
- The Infernal Boiling Pot / Le chaudron infernal (1903)
- The Infernal Cakewalk / Le cake-walk infernal (1903)
- The Mystical Flame / La flamme merveilleuse (1903)
- Kingdom of the Fairies / Le royaume des fées (1903)
- The Monster / Le monstre (1903)
- The Inn Where No Man Rests /L'Auberge du Bon Repos (1903)
- The Magic Lantern / La lanterne magicue (1903)
- The Ballet Master's Dream / La rêve du maître de ballet (1903)
- The Damnation of Faust / La damnation de Faust (1903)
- The Living Playing Cards / Les cartes vivantes (1904)
- Imperceptible Transmutations / Le thaumaturge chinois (1904)
- The Terrible Turkish Executioner / Le bourreau turc (1904)
- Untameable Whiskers / Le roi du maquillage (1904)
- The Scheming Gambler's Paradise / Te tripot clandestin (1905)
- Hilarious Posters / Les affiches en goguette (1905)
- Palace of the Arabian Knights / Le palais des Mille et une Nuits (1905)
- Paris to Monte Carlo / Le raid Paris-Monte Carlo en deux heures (1905)
- The Mysterious Retort / L'alchimste Parafaragamus ou La cornue infernale (1906)
- The Eclipse / L'éclipse du soleil en pleine lune (1907)(image)
- Dream of an Opium Eater / Le rêve d'un fumeur d'opium (1907)
- The Devilish Tenant / Le locataire diabolique (1909)
- The Doctor's Secret / Le secret du médécin (1910)
- Baron Munchausen's Dream / Les hallucinations du Baron de Münchausen (1910)
- Conquest of the Pole / Á la conquète du pole (1910)